# Hypoponera distinguenda
Hypoponera distinguenda es una especie de hormiga del género Hypoponera, subfamilia Ponerinae. 

## Distribución
Esta especie se encuentra en Argentina, Brasil, Costa Rica, Panamá, Paraguay y Venezuela.